# 浦田又治
浦田 又治（うらた またじ）は、日本の元アニメーション美術監督。東映アニメーションに所属していた。

## 担当番組

### テレビアニメ
- 少年忍者風のフジ丸（1964年、美術）
- もーれつア太郎（1969年、美術）
- タイガーマスク (1969年 - 1971年 美術)
- 原始少年リュウ（1971年 - 1972年、美術）
- キャンディ・キャンディ（1976年 - 1979年、美術デザイン）
- Dr.スランプ アラレちゃん（1981年 - 1986年、チーフデザイナー<美術監督>）
- Dr.スランプアラレちゃん ペンギン村英雄伝説（1982年、チーフデザイナー）
- 新ビックリマン（1989年、美術デザイン）
- まじかる★タルるートくん（1990年 - 1992年、美術デザイン）
- ゲゲゲの鬼太郎 (テレビアニメ第4シリーズ)（1996年 - 1998年、美術デザイン）

### 劇場アニメ
- 少年忍者風のフジ丸 謎のアラビヤ人形（1964年、美術）
- 少年忍者風のフジ丸 まぼろし魔術団（1965年、美術）
- 太陽の王子 ホルスの大冒険（1968年、美術）
- 長靴をはいた猫（1969年、美術）
- タイガーマスク ふく面リーグ戦（1970年、美術）
- バビル2世（1973年、美術監督）
- マジンガーZ対デビルマン（1973年、美術）
- キャンディ・キャンディ キャンディ・キャンディの夏休み（1978年、美術監督）
- グレンダイザー ゲッターロボG グレートマジンガー 決戦! 大海獣（1976年、美術監督）
- アンデルセン童話 にんぎょ姫（1975年、美術監督）
- 銀河鉄道999 永遠の旅人エメラルダス（1980年、美術監督）
- Dr.スランプ アラレちゃんシリーズ
  - Dr.スランプ アラレちゃん ハロー!不思議島（1981年、美術監督）
  - Dr.SLUMP “ほよよ!”宇宙大冒険（1982年、美術監督）
  - Dr.スランプ アラレちゃん ほよよ世界一周大レース（1983年、美術監督）
  - Dr.スランプ アラレちゃん ほよよ!ナナバ城の秘宝（1984年、美術監督）
  - Dr.スランプ アラレちゃん ほよよ!夢の都メカポリス（1985年、美術監督）
- ビックリマン 無縁ゾーンの秘宝（1988年、美術監督）
- ビックリマン 第一次聖魔大戦（1988年、美術監督）
- 剣之介さま（1990年、美術）
- おさわが! スーパーベビー（1994年、美術）